# Ringo Meerveld
Ringo Meerveld, né le 21 décembre 2002 à Bois-le-Duc aux Pays-Bas, est un footballeur néerlandais, qui évolue au poste de milieu offensif au Willem II Tilburg.

## Biographie

### FC Den Bosch
Né à Bois-le-Duc aux Pays-Bas, Ringo Meerveld commence le football avec le club local du FC Den Bosch. Le 2 août 2019, il signe son premier contrat professionnel d'une durée de trois ans, le liant au club jusqu'en juin 2022.
Il joue son premier match en professionnel le 12 août 2019, lors d'une rencontre de championnat, face au Jong PSV. Il entre en jeu et les deux équipes se neutralisent (2-2 score final).
Meerveld marque son premier but en professionnel le 6 août 2020, contre le NEC Nimègue, en championnat. Titularisé ce jour-là, il marque le but égalisateur alors que son équipe était menée très tôt dans la partie. Les deux formations se neutralisent finalement à l'issue de ce match (2-2 score final),.

### Willem II Tilburg
Le 31 août 2021, Ringo Meerveld rejoint le Willem II Tilburg. Il signe un contrat de quatre ans, soit jusqu'en juin 2025.
Il joue son premier match d'Eredivisie, l'élite du football néerlandais, avec ce club, le 21 septembre 2021, face au RKC Waalwijk. Il entre en jeu à la place de Görkem Sağlam et son équipe s'impose par deux buts à un.